# مرغ باران فیجی
مرغ باران فیجی (نام علمی: Pseudobulweria macgillivrayi) نام یک گونه از تیره کبوتردریاییان است.